# Pavle Radinović
Pavle Radinović o Radenović (in serbo Павле Радиновић?; prima del 1371 – Kraljeva Sutjeska, 24 agosto 1415) fu uno dei più potenti nobili bosniaci attivi sotto i re Tvrtko I (al potere dal 1377 al 1391), Dabiša (r. 1391-1395), Elena Gruba (r. 1395-1398), Ostoja (r. 1398-1404), Tvrtko II (r. 1404-1409) e ancora Ostoja (r. 1409-1418).
Knjaz e principale esponente della nobile famiglia dei Radinović-Pavlović, apparteneva a una potente dinastia di influenti aristocratici i cui possedimenti inizialmente si estendevano dalla Bosnia centrale a quella orientale, gravitando attorno all'asse dei fiumi Prača-Miljacka, tra i fiumi Krivaja Drina e Bosna superiore. Le residenze principali detenute da Pavle erano la fortezza di Borač e di Pavlovac, tra Prača e Rogatica, ma possedeva anche i diritti sulle miniere di Olovo e di Fojnica.
Pavle fu assassinato vicino alla corte reale a Sutjeska il 24 agosto 1415 da una serie di nobili suoi conterranei in circostanze narrate da Ivan Gundulić, un diplomatico della Repubblica di Ragusa attivo presso la corte bosniaca di Sutjeska e che fu testimone oculare dell'intera vicenda.

## Biografia
Pavle era figlio di Radin Jablanić, (fl. 1380-1387), signore di alcuni possedimenti intorno a Krivaja e al fiume Prača. La seconda consorte di Stefano Ostoja, Kujava Radinović, era sua cugina stretta, forse addirittura una sorella. Pavle crebbe presso la corte reale di Sutjeska del re Tvrtko I.

### Sotto Tvrtko I e Dabiša
Sotto il re Tvrtko I, l'unica informazione nota è che lo scriba di Pavle fosse Radosav Milosalić, menzionato in uno statuto del nobile del 25 marzo 1387. Dopo la morte di Tvrtko, Pavle ampliò notevolmente il suo potere e accorpò, oltre ai feudi ereditati attorno ai fiumi Krivaja e Prača, la città di Borač, vicino a Vlasenica, il mercato di Prača, la miniera di Olovo.
Nel 1392 Radič Sanković e suo fratello Beljak tentarono di vendere Canali alla Repubblica di Ragusa. Nello stesso anno, il 15 maggio, Radič emanò un documento che autorizzava i mercanti ragusani a commerciare nelle sue terre. Tuttavia, nel corso di una riunione del concilio reale convocata dalla corona e dalla nobiltà in molti si opposero a questo provvedimento; Vlatko Vuković e Pavle Radenović furono inviati contro Radič nel dicembre 1391 dopo aver ricevuto il beneplacito del concilio. I due catturarono Radič e occuparono Canali, spartendosela tra loro, nonostante le proteste di Ragusa. Il possesso di Canali fece sì che Pavle detenesse diversi punti doganali verso Ragusa. Vuković morì poco dopo e gli successe il suo nipote Sandalj Hranić, che continuò a lottare contro Radič.
Quando Dabiša (r. 1391-1395) morì nel settembre 1395, aveva designato Sigismondo di Lussemburgo, marito di sua cugina, Regina Maria, come suo successore. Maria, tuttavia, era morta prima di Dabiša, in quanto spirò nel maggio dello stesso anno. La nobiltà bosniaca rifiutò di riconoscere Sigismondo come re, poiché il suo diritto risiedeva nel suo status di marito di Maria. La nobiltà invece insediò Elena Gruba, sua vedova e membro della famiglia Nikolić, come successore del marito.

### Sotto Elena Gruba
Nel 1397, lo statuto di Pavle garantì il libero scambio e la protezione dei ragusani nel suo paese per il quale divenne cittadino onorario di Ragusa. In politica estera, lui, come gli altri aristocratici del regno di Bosnia, parteggiò per Ladislao I di Napoli nella sua lotta per strappare la corona d'Ungheria a Sigismondo di Lussemburgo.
Lui e altri nobili come Hrvoje Vukčić Hrvatinić (morto del 1416) e Sandalj Hranić servirono nominalmente la regina Elena Gruba, e de facto amministrarono del regno, in particolare Pavle, che era il consigliere personale della regina.

### Sotto il primo regno di Ostoja
Pavle si disse favorevole alla decisione di incoronare Ostoja come re nel 1398. All'inizio del XIV secolo, deteneva anche Trebinje, la župania (contea) di Vrm, inclusa la città di Klobuk e una metà di Canali con Ragusa Vecchia.
Il 22 aprile 1404 Ostoja strinse degli accordi commerciali con la Repubblica di Venezia. Con il tempo, del "triumvirato dei nobili" che dominava la Bosnia, solo Pavle rimase a sostenere Ostoja. Hranić catturò e accecò Radič e lo tenne in prigione fino alla sua morte, avvenuta nel 1404. L'area di Nevesinje fino alla costa finì nelle mani di Hranić. Ostoja fu deposto nel 1404 e Tvrtko II fu incoronato nuovo re di Bosnia.

### Sotto Tvrtko II
Dopo la scomparsa di Ladislao di Napoli e la cessione dei suoi diritti sulla Dalmazia alla Repubblica di Venezia nel 1409, molti nobili si allearono con Sigismondo e cooperarono per deporre Tvrtko II, il quale aveva sostenuto Ladislao, e riuscirono a far tornare al trono il favorito di Sigismondo, Ostoja. Hranić si alleò anche con l'imperatore Sigismondo a metà del 1411 e decise di intrecciare legami più stretti con l'importante alleato di Sigismondo Stefano III Lazaro sposando sua sorella vedova, Jelena (che era la madre di Balša III, il sovrano della Zeta), divorziando dalla nipote di Hrvoje Katarina (dicembre 1411).
Pavle nominò knjaz Brailo Tezalović il suo protovestiario nel 1411. Era pronto a cedere la sua parte di Canali ai ragusani nel 1414, ma ciò non ebbe mai luogo.

## L'assassinio di Pavle

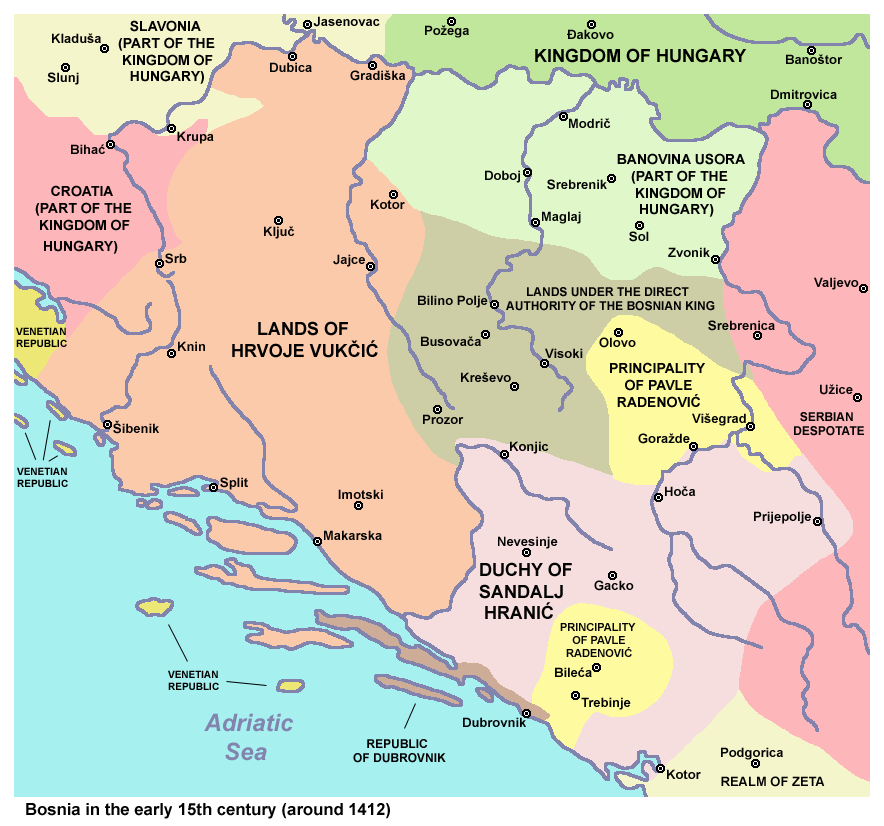
Cartina politica delle contee (zemlije) del regno di Bosnia, 1412 circa

Un complotto per assassinare Pavle fu messo in atto durante il secondo regno di re Ostoja, e la fonte migliore per ricostruire le circostanze in cui avvenne l'evento coincide una lettera scritta da Ivan Gundulić, rappresentante diplomatico di Ragusa che si trovava a Sutjeska nell'agosto del 1415, dove partecipò a un incontro di nobili bosniaci allo stanak.
Una cospirazione contro Pavle deve essere stata ordita sullo sfondo dello stanak, tenutosi a Sutjeska nell'agosto del 1415 e a cui parteciparono tutti i nobili più importanti, eccetto Hrvoje Vukcic. Alla fine del mese, la mattina del 24 agosto 1415, il re Ostoja e suo figlio lasciarono Sutjeska a cavallo. Con loro alla partenza c'erano vari nobili, partiti insieme nel corteo che si muoveva dalla corte reale di Sutjeska verso la fortezza di Bobovac lungo il fiume Bukovica.
Non vi erano segnali che lasciassero presagire quando stava per accadere. Durante una passeggiata, in una località chiamata Parena Poljana, Pavle fu improvvisamente attaccato da uno dei nobili e provò a reagire sguainando la spada, ma pur avendo subito tentato la fuga fu catturato ed essendo in inferiorità numerica ebbe la peggio.
Quel giorno morirono quattro uomini e diversi servitori di Pavle furono catturati insieme a suo figlio Petar. Vuk Hranić legò il protovestiario di Pavle, Brailo Tezalović, mentre un mercante di Prača, Pribislav Muržić, fu catturato da altri uomini dell'aristocratico Sandalj. Le terre di Pavle furono prontamente divise tra i cospiratori, ma Petar e suo fratello Radoslao respinsero con successo ogni tentativo di acquisizione. Il duca Sandalj giustificò l'omicidio a un testimone attonito, un diplomatico ragusano Ivan Gundulić che aveva scritto un resoconto di tutta questa faccenda, accusando Pavle di aver causato eccessivo scompiglio nel regno bosniaco.

### Le ragioni dell'assassinio
È ovvio che l'aggressione sorprese sia Pavle sia suo figlio perché, nonostante il seguito che li accompagnava, essi furono facilmente sedati. Pavle cadde nella trappola di Sandalj ignaro delle sue malefatte, o credeva che nessuno ne fosse a conoscenza o che non fossero degni di una punizione così brutale. La storiografia ha ricondotto questa brutale resa dei conti politica tra le due opposte correnti negli affari interni bosniaci, una filo-ungherese e l'altra filo-ottomana, al fatto che Pavle si scontrò con il granduca di Bosnia, Hrvoje Vukčić, e partecipò alla detronizzazione del re Ostoja in favore di Tvrtko II. Hrvoje aveva raggiunto il momento di massima concentrazione del potere all'epoca della battaglia di Lašva, quando guidò in Bosnia delle truppe alleate con i turchi ottomani nella disfatta totale riportata contro un grande esercito ungherese-croato, Pare che Tvrtko II, che era filo-ottomano, godesse del sostegno di Pavlović. Tuttavia vi sono altri motivi che potevano spiegare l'assassinio, come la politica di Pavle nei confronti di Konavle che differiva significativamente da quella di Sandalj.

## Discendenza
Pavle ebbe due figli, Petar I Pavlović (morto nel marzo 1420), duca (voivoda), cadde in battaglia con le truppe ottomane di Sandalj, e Radislao Pavlović (fl. 1420-1441), granduca di Bosnia (dal 1441), knjaz e duca (voivoda), succeduto dal figlio Ivaniš (in carica dal 1441 al 1450).

## Terre di Pavle
In qualità di principale esponente di una potente famiglia aristocratica, i Pavlović, Pavle amministrava dei possedimenti che inizialmente si estendevano dalla Bosnia centrale a quella orientale, gravitando attorno all'asse dei fiumi Prača-Miljacka, tra i fiumi Krivaja Drina e Bosna superiore. Le residenze principali detenute da Pavle erano la fortezza di Borač e di Pavlovac, tra Prača e Rogatica, ma possedeva anche i diritti sulle miniere di Olovo e di Fojnica.